# La Main sur la gueule
Pour plus de détails, voir Fiche technique et Distribution.
La Main sur la gueule est un film français réalisé par Arthur Harari, sorti en 2007.

## Fiche technique
- Titre français : La Main sur la gueule
- Réalisation : Arthur Harari
- Scénario : Arthur Harari
- Photographie : Tom Harari
- Pays d'origine :  France
- Format : couleur - 35 mm
- Genre : drame
- Durée : 56 minutes
- Date de sortie : 2007

## Distribution
- Bruno Clairefond : Bruno
- Christian Chaussex : Jean-Louis
- Shanti Masud : Liliane
- Lucas Harari : Alex